# Roumazières-Loubert
Roumazières-Loubert è un comune francese di 2 595 abitanti situato nel dipartimento della Charente, nella regione della Nuova Aquitania.

## Società

### Evoluzione demografica
Abitanti censiti